# Arcahaie (ort i Ouest, lat 18,77, long -72,51)
Arcahaie är en ort i Haiti.   Den ligger i departementet Ouest, i den centrala delen av landet, 30 km nordväst om huvudstaden Port-au-Prince. Arcahaie ligger 16 meter över havet och antalet invånare är 118 501.
Terrängen runt Arcahaie är platt västerut, men åt nordost är den kuperad. Havet är nära Arcahaie åt sydväst. Runt Arcahaie är det tätbefolkat, med 343 invånare per kvadratkilometer. Arcahaie är det största samhället i trakten. Omgivningarna runt Arcahaie är en mosaik av jordbruksmark och naturlig växtlighet.